# Горгиппия

Горгиппия и другие греческие колонии на северном побережье Чёрного моря

Горги́ппия (Синдская гавань, др.-греч. Γοργιππία) — античный город на побережье Чёрного моря, существовавший в IV веке до н. э. — III веке н. э. в составе Боспорского царства.

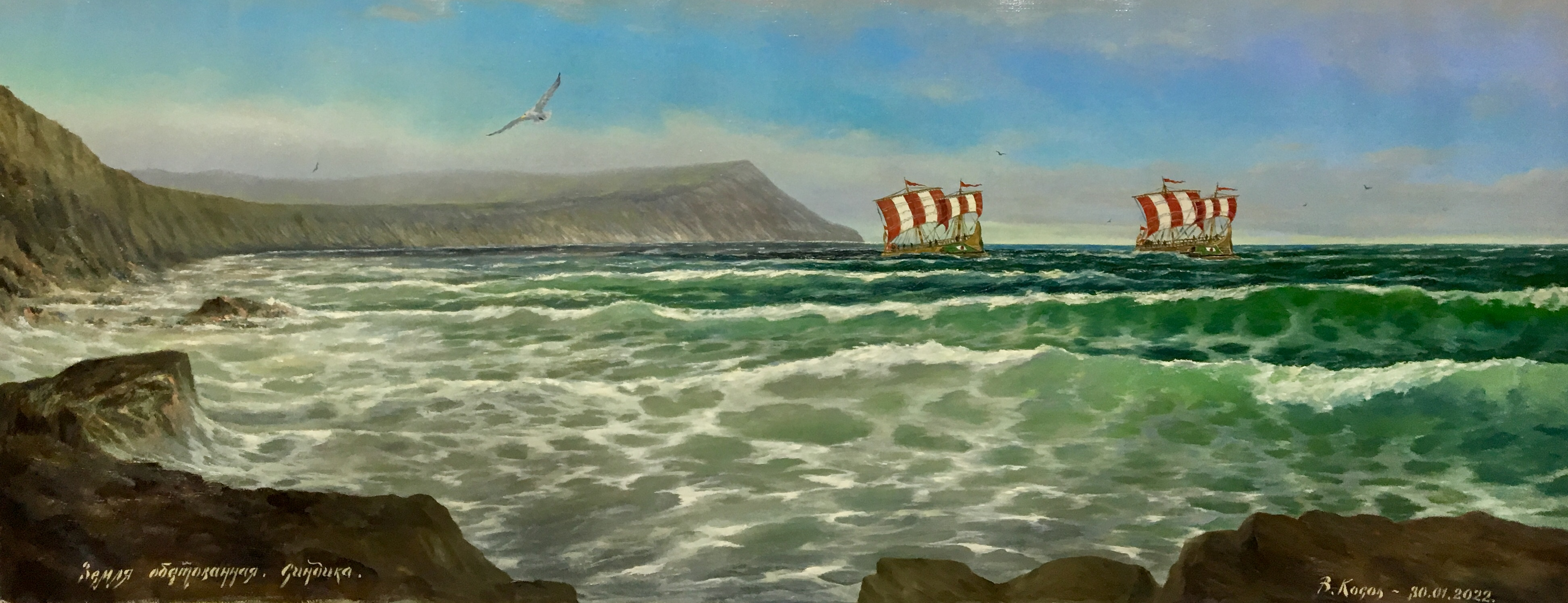
Синдика. Земля обетованная. Анапа. Художественный музей.

## История
Основан на месте древнего города, центра племени синдов. Получил своё название по имени царского наместника Горгиппа, брата Левкона I Боспорского. Площадь города была более 40 гектаров, он был обнесён крепостными стенами. В конце I—II в. до н. э. в городе чеканилась своя монета. Наибольшего расцвета достиг в I—II веках н. э., став крупным торговым и ремесленным центром Боспорского царства. Был разрушен примерно в 240 году в результате нашествия варварских племён.
Городище находится в центре современного города Анапа. Частично раскопаны городские кварталы, богатые погребения. Создан музей-заповедник «Горгиппия» под открытым небом, где представлены мощёные камнем улицы, фундаменты и стены жилищ, остатки мастерских, виноделен, рыбозасолочных ванн, мраморные плиты с надписями, извлечённые из некрополя саркофаги местной знати и т. д.
По словам заведующего отделом археологии музея Горгипии В. М. Бондаренко, важно заметить, что площадь в 40 гектаров — это только известная, исследованная на настоящее время территория. В длину город простирался на восток от музея, от Русских Ворот до конца Парка Победы, город также имел продолжение на запад (ок. 800 м). В ширину до Казачьего рынка (до Сбербанка) (приблизительно 500 м). Город примыкал к морю. Именно данные расстояния и дают в итоге сумму в 40 гектаров. Для того чтобы узнать точные размеры и границы древнего города, пришлось бы разрушить современный. Так, очередные объекты Горгиппии были обнаружены при строительстве новой многоэтажки.

### СтолицаСиндики
Страбон, автор I в. до н. э., упоминает Горгиппию как столицу Синдики:

В Синдской области есть место Горгиппия — царская столица синдов, недалеко от моря, а также Аборака.
Римский историк Помпоний Мела (15—60 гг.) писал: 

В земле гениохов основана Диоскуриада Кастором и Полидевком, прибывшими в Понт с Ясоном, а в землях синдов самими жителями основан Синд.Оригинальный текст (лат.)In Heniochorum finibus Dioscorias a Castore et Polluce Pontum cum Iasone ingressis, Sindos in Sindonum ab ipsis terrarum cultoribus condita est.
Левкон I Боспорский назначил своим наместником в Синдику своего брата Горгиппа. Позже морскую Синдскую гавань переименовали в его честь Горгиппией.

### Горгиппия в системе Боспорского царства: хронологическая таблица
| Конец VII в. до н. э.                         | Первые греческие поселения в Северном Причерноморье |
| 590—570 гг. до н. э.                          | Основание Пантикапея (Керчи) |
| VI в. до н. э.                                | Поселения и города: Нимфей, Феодосия, Китей, Киммерик, Мирмекий, Тиритака, Фанагория, Гермонасса, Кепы, Баты, Торик |
| Вторая половина VI в. до н. э.                | В составе Синдики основана "Синдская гавань" на берегу Анапской бухты |
| Последняя четверть V в. до н. э.              | Синдика выпускает синдские серебряные монеты (трех видов, с надписью «ΣΙΝΔΟΝ»). |
| V в. до н. э.                                 | Средиземноморский импорт из Хиоса, Фасоса, Менды, Лесбоса, Самоса, Милета, Клазомен и Абдер |
| Около 480 г. до н. э.                         | Объединение греческих полисов под началом Пантикапея. Синдика добровольно вошла в Боспорское царство. Правление Археанактидов |
| 438/437 г. до н. э.                           | Смена правящей династии на Боспоре. Воцарение Спартокидов |
| 80-e годы IV в. до н. э.                      | Присоединение Синдики к Боспору, прекращение междоусобных войн, начало правления Горгиппа, сына Сатира I, брата царя Левкона I. Новая планировка города, расцвет торговли, выпуск черепицы с круглым клеймом «ΓΟΡΓΙΠΠΟΥ» |
| IV в. до н. э.                                | Ввоз вина из Гераклеи и Синопы. Продолжается импорт из Хиоса, Фасоса, Менды, Лесбоса, Самоса, Пепарета, Книда |
| Середина IV в. до н. э.                       | Развивается собственное товарное виноделие |
| Конец IV в. до н. э.                          | Культовое сооружение в честь Артемиды Эфесской |
| Первая половина III в. до н. э.               | В течение 60 лет в городе проводятся праздники в честь Гермеса. Имена победителей в 4-х видах спортивных состязаний ежегодно высекаются на мраморной плите (агонистическом каталоге). Строится храм дорического ордера |
| Середина III в. до н. э.                      | Горгиппия разрушена: дома погибают в сильнейшем пожаре |
| Вторая половина III в. до н. э.               | Изменяются направления торговых связей: боспорский хлеб вытесняется со средиземноморских рынков египетским |
| 220—200 гг. до н. э.                          | В правление царя Гигиенонта в Горгиппии выпускается черепица с клеймом «ΓΟΡ» |
| Конец II в. до н. э.                          | Горгиппия получила право собственного чекана серебряной драхмы |
| 107—63 гг. до н. э.                           | Город входит в состав Понтийской державы Митридата VI Евпатора |
| 100—80 гг. до н. э.                           | От имени Горгиппии чеканятся монеты: серебряные драхма и дидрахма с изображением Гелиоса, Диониса, Артемиды; медные — обол и тетрахалк |
| Рубеж 80—70 гг. до н. э.                      | Прекращение денежных эмиссий боспорских городов, кроме Пантикапея |
| Середина I в. до н. э. до середины I в. н. э. | Смутное время для Боспора: войны, частая смена правителей. В Горгиппии пожары и перестройки |
| 14—37 гг. н. э.                               | Правление царя Аспурга (тронное имя Рискупорид I) с титулом «друг римлян и друг цезаря». Начало династии Рискупоридов (Савроматов). Город имеет статус полиса, большую роль играет «совет и народ Горгиппии». Административный аппарат: наместник царя, «ведающий отдачей пошлин на откуп», архитектор, стратег, лохаг, эпимелет, тагматарх, казначей священных сумм (ведающий святынями), охранитель сирот, гимнасиарх. Работают фиасы — торгово-религиозные союзы во главе со жрецами |
| I в. н. э.                                    | Развитие торговых контактов Боспора с различными центрами Римской империи |
| 45/46—67/68 гг. н. э.                         | Царь Котис I впервые прибавляет к своему имени римское династическое имя «Тиберий Юлий». На Боспоре учреждается культ римских императоров, но сохраняется самостоятельная внутренняя политика |
| Конец I — начало II в. н. э.                  | Царь Савромат I (93—123) снесенные стены Горгиппии «воздвиг от основания» |
| II в.                                         | Период расцвета Горгиппии: - 110 г. — при царе Савромате (I), наместник Горгиппии Фарнакион, сын Пофа, воздвиг на собственные средства храм богине Афродите Навархиде ; - 187 г. — Геродор, сын Неокла, наместник Горгиппии, поставил, почёта ради, статую в честь Неокла, своего отца, бывшего наместника Горгиппии; - возводится храм ионического ордера «Богу справедливому»; - строится культовое сооружение из мрамора в честь Диониса; - строится мраморный храм коринфского ордера; - воздвигаются статуи боспорских царей и их наместников; - возводятся пышные усыпальницы и склепы |
| Конец II — начало III в.                      | В царствование Савромата II (173—210) союз судовладельцев Горгиппии богу Посейдону «воздвиг статуи и восстановил храм» |
| Первая половина III в.                        | На границах Боспора начинаются активные передвижения варварских племён (сарматских и аланских), возглавляемых готами |
| После 239 года                                | Горгиппия погибает в сильнейшем пожаре |
| Вторая половина III в.                        | Жизнь в Горгиппии частично возобновилась, но весь город не был восстановлен |
| Конец III — начало IV в.                      | Экономический кризис на Боспоре; в окрестностях Горгиппии зарываются клады монет поздних боспорских царей: Фофорса (285—308), Радамсада (309—322), Рискупорида VI (314—341) |
| 70-е годы IV в.                               | Гуннское нашествие; с этим событием связана традиционная гипотеза о полном уничтожении боспорских городов |

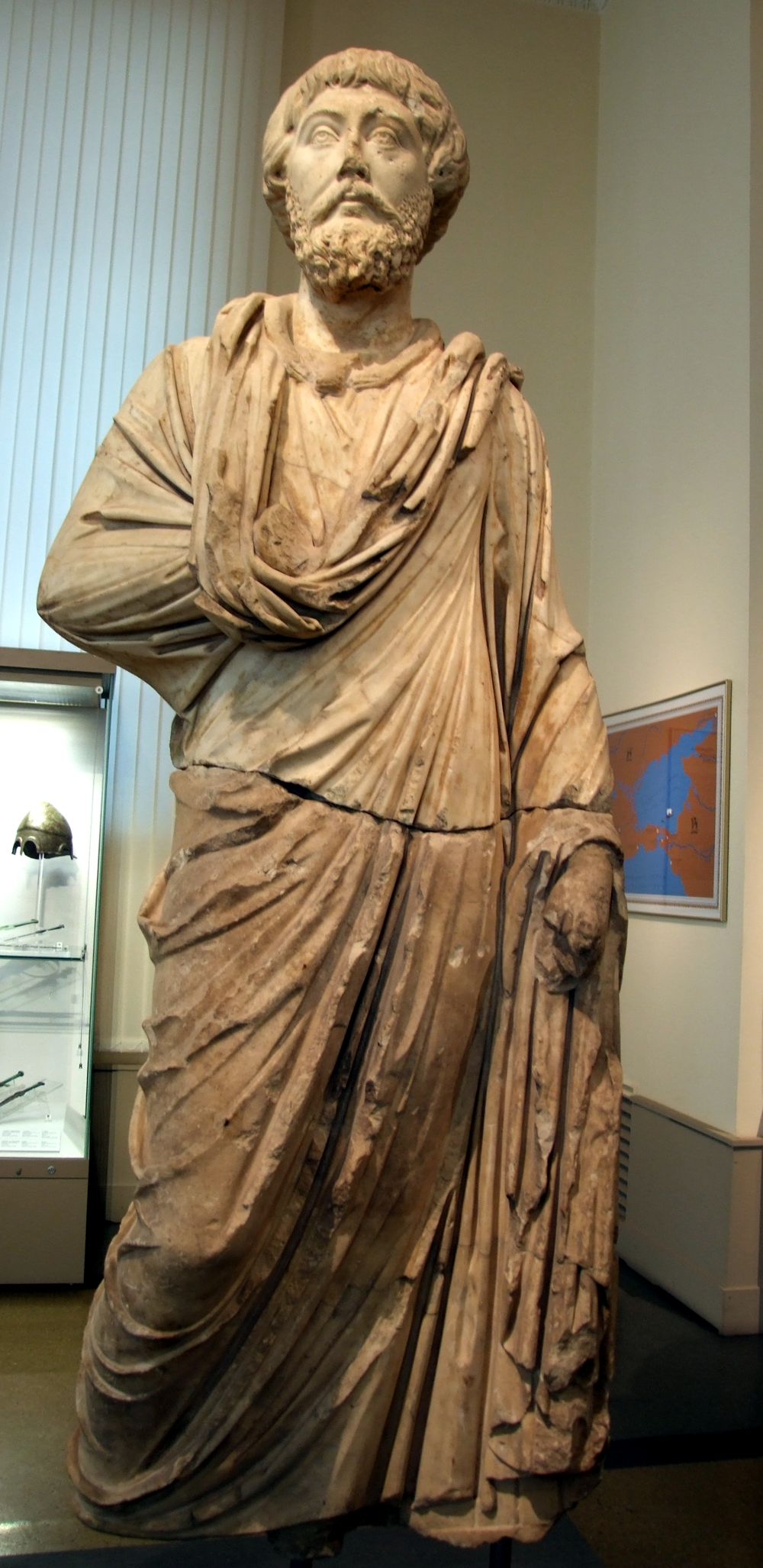
Статуя Неокла, правителя Горгиппии, 180-е гг. н. э., ГМИИ

## Археология
Первые археологические раскопки проходили в 1960–1973 годах под руководством И. Т. Кругликовой. В 1970–1999 годах археологические изыскания продолжились под руководством Е. М. Алексеевой. В ходе проведённых работ были вскрыты сохранившиеся фундаменты кварталов города I–III веков н.э., а также обследован некрополь, получены многие ценные в научном и художественном отношении результаты.
В 1975–1976 годах при рытье строительного котлована для 12‑этажного жилого дома в центре Анапы было обнаружено три погребальных сооружения. Первый богато расписанный многоцветными фресками склеп, получивший название «Склеп Геракла», был украшен сценам подвигов Геракла и содержал три саркофага, разграбленых ещё в древности. В 1978 году в целях сохранения фресок расписной склеп был распилен на отдельные блоки, которые были отправлены на реставрацию. Второй склеп, содержащий два саркофага из ракушечного известняка и находящуюся рядом скальную могилу, оказались нетронутыми и содержали богатый погребальный инвентарь, представленный уникальными образцами торевтики и ювелирного искусства. 
Находки в этом склепе содержали сосуды, набор художественных бронз и предметов, украшенные цветными выемчатыми эмалями. Бронзовый конский убор с золотой обтяжкой, бронзовые светильники и столовая амфора, серебряные кубки и ложки, стеклянные кувшины.
Погребение в первом саркофаге принадлежало двум знатным женщинам и содержало ряд золотых украшений из трилистников, лицевых пластин и накладок.
Второй саркофаг принадлежал знатному воину, содержал золотые лицевые пластины, золотой венок, короткий железный меч (кинжал) в деревянных ножнах с золотым окладом, рельефным украшением с инкрустацией гранатами и бирюзой, остатки двух обычных железных мечей, изделия из цельного золота – два перстня, фибула, браслет, пряжка, гривна, всевозможные накладки.
Наиболее ценные артефакты были переданы в Краснодарский государственный историко-археологический музей-заповедник имени Е. Д. Фелицына. Часть фресок и выставочные экспонаты демонстрируются в Анапском археологическом музее Горгиппия. Фотографии этих вещей воспроизведены в книге-альбоме «Золото Горгиппии».